# Joan Brown
Joan Brown, nascida Joan Vivien Beatty (São Francisco (Califórnia), 13 de fevereiro de 1938 – Puttaparthi (Índia), 26 de outubro de 1990) foi uma pintora figurativa norte-americana que viveu e trabalhou no norte da Califórnia. Ela foi membro da "segunda geração" do Bay Area Figurative Movement.